# Crowwood Chess Club
Crowwood Chess Club – szkocki klub szachowy z siedzibą w Glasgow, dwukrotny zdobywca Richardson Cup, czterokrotny zwycięzca Scottish National Chess League.

## Historia
Klub został założony w październiku 1978 roku w Crowwood House Hotel w Glasgow. W 1984 roku po raz pierwszy klub wygrał ligę Lanarkshire, dokonując tego łącznie 21 razy, z czego 19 razy z rzędu, w latach 1984–2002. W latach 1990, 1995 i 1996 zespół zwyciężał w lidze Glasgow, a w latach 1993–2003 triumfował w lidze Dunbartonshire. W latach 1996–1999 zespół był zwycięzcą Scottish National Chess League (SNCL), natomiast w sezonach 1997–1998 wygrywał Richardson Cup, po pokonaniu odpowiednio Edinburgh West Chess Club i Wandering Dragons Chess Club. W XXI wieku klub podupadł na znaczeniu. W 2013 roku połączył się z Shettleston Chess Club, tworząc Stepps Chess Club.